# Eolagurus luteus
Eolagurus luteus és una espècie de mamífer rosegador de la família dels cricètids. Viu a la Xina, el Kazakhstan, Mongòlia i Rússia. S'alimenta de les arrels, els tubercles i les llavors de diferents plantes. Els seus hàbitats naturals són les estepes seques, els semideserts i els camps de dunes estables. És una espècie en risc mínim, és a dir, no sembla que hi hagi cap amenaça significativa per a la seva supervivència. El seu nom específic, luteus, significa ‘groc safrà’ en llatí.